# Чудновцы (Лубенский район)
Чудновцы (укр. Чуднівці) — село,
Высшебулатецкий сельский совет,
Лубенский район,
Полтавская область,
Украина.
Код КОАТУУ — 5322881405. Население по переписи 2001 года составляло 316 человек.

## Географическое положение
Село Чудновцы находится между сёлами Кононовка и Вязовок (1 км), в 3-х км от города Лубны.

## Объекты социальной сферы
- Клуб.